# Nova (Spanyolország)
A Nova egy spanyol televíziós csatorna, amelyet az Atresmedia üzemeltet. A hálózat a nap 24 órájában spanyol nyelven működik. A szolgáltatás nőknek szól, és a műsorrend ezt tükrözi. Általában a nap folyamán olyan életmódprogramokat vetítenek, mint a főzőműsorok. Este filmeket és sorozatokat vetítenek, éjfél körül pedig pókert közvetítenek. A hálózat elérhető digitális földfelszíni televízión (Spanyolországban TDT), valamint kábelen és műholdon.

## Műsorok
| Cím                         | Bemutató dátuma      | Forrás |
| --------------------------- | -------------------- | ------ |
| Telenovellák                |                      |        |
| Amor Bravo                  | 2018. szeptember 26. |        |
| La Ley del coraz            | 2018. október 29.    |        |
| Sila                        | 2018. november 28.   | [ 1 ]  |
| A que no me dejas           | 2018. december 17.   | [ 2 ]  |
| Avenida Brasil              | 2019. január 9.      | [ 3 ]  |
| De que te quiero, te quiero | 2019. január 14.     |        |
| Medcezir                    | 2019. január 21.     | [ 4 ]  |
| La gata                     | 2019. február 13.    |        |
| Mi adorable maldición       | 2019. március 1.     |        |
| Madre                       | 2019. március 24.    | [ 5 ]  |
| Yo soy Betty, la fea        | 2019. április 8.     | [ 6 ]  |

## Fordítás
- Ez a szócikk részben vagy egészben  a   Nova (Spanish TV channel) című angol Wikipédia-szócikk ezen változatának fordításán alapul.  Az eredeti cikk szerkesztőit annak laptörténete sorolja fel. Ez a jelzés csupán a megfogalmazás eredetét és a szerzői jogokat jelzi, nem szolgál a cikkben szereplő információk forrásmegjelöléseként.